# 亚木乡
亚木乡（藏語：ཡག་མོ་，威利转写：yag mo），是中华人民共和国西藏自治区日喀则市昂仁县下辖的一个乡镇级行政单位。

## 行政区划
亚木乡下辖以下地区：
确康普村、支荣村、给龙普村、给龙多村、耐沙村、准堂村、龙玛村、钦达村、皮西村、沙达村、江仁村、康沙村、许如村、亭色村、朗孜村、切普村、哲宗村、石布村、结村和亚木村。